# 5296 Friedrich
5296 Friedrich este un asteroid din centura principală de asteroizi.

## Descriere
5296 Friedrich este un asteroid din centura principală de asteroizi. A fost descoperit pe 17 octombrie 1960 la Observatorul Palomar de Cornelis Johannes van Houten, Ingrid van Houten-Groeneveld și Tom Gehrels. Asteroidul prezintă o orbită caracterizată de o semiaxă mare de 3,12 ua, o excentricitate de 0,11 și o înclinație de 2,8° în raport cu ecliptica.